# Bąk bydlęcy
Bąk bydlęcy (Tabanus bovinus) – gatunek owada z rodziny bąkowatych. Jest szeroko rozpowszechniony, występuje pospolicie w Europie, Azji, północnej Afryce. W Polsce jest dość pospolity.
OpisDługość ciała 20–25 mm, na tułowiu żółte włoski. Oczy zielone, pierścienie na odwłoku są po bokach jasnobrązowe, zaś w środku posiadają skierowany do przodu słabo zaznaczony trójkąt.
ŚrodowiskoPastwiska, polany śródleśne.
Tryb życiaLatają z charakterystycznym, dość głośnym brzęczeniem. Samce odżywiają się głównie nektarem i pyłkiem kwiatów, samice natomiast krwią zwierząt, głównie bydła, ale również ludzi. Jedna samica jednorazowo pobiera ok. 0,2 ml krwi. Ma aparat gębowy typu kłującego, wraz ze śliną wprowadza w miejsce nakłucia substancje zapobiegające krzepnięciu krwi.
RozmnażanieRozmnaża się od czerwca do sierpnia. Wkrótce po napiciu się krwi samica składa ciemne jaja na roślinach, głównie w pobliżu wody. Larwy bąka bydlęcego żyją na powierzchni ziemi, odżywiają się głównie drobnymi zwierzętami, które zabijają toksyną wytwarzaną w aparacie gębowym.
SzkodliwośćUkłucia bąka bydlęcego są bolesne. U bydła w przypadku masowego występowania powodują ogólne osłabienie, spadek wagi i mleczności. Dla ludzi są niebezpieczne z tego względu, że są przenosicielami takich groźnych chorób, jak: tularemia, wąglik oraz pasożytów – świdrowców i nicieni.
Gatunki podobneBąk brązowy, który jest nieco większy i masywniejszy. Najłatwiej go rozróżnić po jednolicie brązowym kolorze oczu. Ponadto ma wyraźniej zaznaczone jasne trójkąty na odwłoku. Bardzo rzadko atakuje ludzi.